# Amb les mateixes armes
Amb les mateixes armes (títol original en anglès: Slightly Honorable) és una pel·lícula estatunidenca dirigida per Tay Garnett i estrenada el 1939. La pel·lícula està basada en la novel·la de 1939 Send Another Coffin, de F.G. Presnell, i ha estat doblada al català.

## Argument
John Webb, advocat, està acusat de l'homicidi d'Anne Seymour, una cantant que ha trobat en un local nocturn.

## Repartiment
- Pat O'Brien: John Webb
- Edward Arnold: Vincent Cushing
- Broderick Crawford: Russel Sampson
- Ruth Terry: Anne Seymour
- Alan Dinehart: George Joyce
- Claire Dodd: Alma Brehmer
- Phyllis Brooks: Sarilla Cushing
- Eve Arden: Miss Ater
- Douglass Dumbrille: George Taylor
- Bernard Nedell: Pete Gordena
- Douglas Fowley: Madder
- Ernest Truex: P. Hemingway Collins
- Janet Beecher: Mrs Cushing
- Evelyn Keyes: Miss Vlissigen
- John Sheehan: Mike Daley
- Addison Richards: Inspector Melvyn Fromm
- Cliff Clark: Capità Graves
- Tay Garnett
- Bud Jamison
- Victor Potel